# Hosenbandorden

Symbol des Hosenbandordens

Der Hosenbandorden (englisch The Most Noble Order of the Garter, auch Order of the Garter; deutsch auch Orden des blauen Hosenbandes, Orden des Heiligen Georg in England oder Hochedler Orden vom Hosenbande) ist der exklusivste britische Orden und einer der angesehensten Europas. Der Orden wurde 1348 vom englischen König Eduard III. gestiftet und ist einer der drei ehemaligen Hoforden. Bis heute fungiert er als ranghöchster Ritterorden (Order of Knighthood) des Vereinigten Königreichs, vor dem schottischen Distelorden und dem nicht mehr verliehenen irischen Orden von St. Patrick. In der protokollarischen Rangordnung stehen Mitglieder des Ordens jedoch hinter Trägern des Victoria-Kreuzes und des Georgs-Kreuzes als Ehrenzeichen für höchste Tapferkeit.

## Entstehung
Der englische König Eduard III. stiftete den Hosenbandorden laut dem Adelshandbuch The Complete Peerage im Jahr 1344, offiziell bekannt gegeben wurde er am 19. Januar 1348. Es war die Zeit des Hundertjährigen Krieges (1337–1453) zwischen England und Frankreich, in dem das Haus Plantagenet, dem Eduard III. angehörte, auch die Krone Frankreichs beanspruchte. Der Orden war König Artus’ legendärer Tafelrunde nachempfunden. Eduard versuchte mit diesem Orden, die wichtigsten Ritter des Königreichs fester an sich, den König, zu binden. Zu den ersten Ordensrittern gehörte sein Sohn Edward of Woodstock, genannt „der schwarze Prinz“.

## Bezeichnung

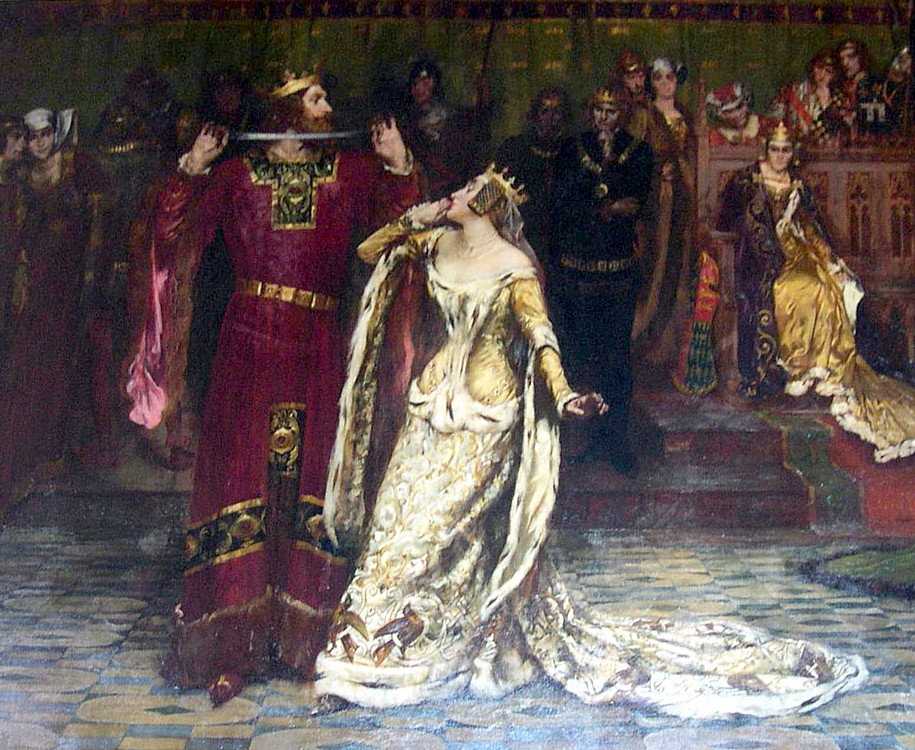
The Ceremony of the Garter (1901) von Albert Chevallier Tayler zeigt die legendäre Szene, auf die die Gründung des Hosenbandordens zurückgeht: König Eduard III. hat das Strumpfband seiner Geliebten, das sie verloren hatte, aufgehoben und wird es nun als sein eigenes bezeichnen.

Die englische Bezeichnung des Hosenbandordens ist Most Noble Order of the Garter, wobei garter im heutigen Sprachgebrauch ein Strumpf- oder Knieband bezeichnet. Im England des 14. Jahrhunderts war es Mode, dass höfische Männer ein solches Band offen sichtbar über der Kleidung trugen. Erst später wurde das Band als weibliches Unterwäschestück umgedeutet, wie es ab dem 15. Jahrhundert von Damen unter dem Rock getragen wurde. Dies führte, in Unkenntnis der Kleidungsgewohnheiten in der Zeit der Ordensstiftung, zur Verbreitung von Legenden über die Entstehungsgeschichte. In diese wurde auch die Ordensdevise „Honi soit qui mal y pense“ (Schande über den, der Schlechtes dabei denkt) einbezogen, die sich tatsächlich wohl auf Eduards III. Streben nach dem Thron des Königreichs Frankreich bezieht.
Diesen Legenden zufolge, die erst seit den 1460er-Jahren nachweisbar sind, verdankt der Orden seine Bezeichnung einem Vorfall bei einem Tanz von König Eduard III. mit seiner Geliebten, der Countess of Salisbury. Diese verlor ihr blaues Strumpfband. Als sich anwesende Höflinge über das Missgeschick belustigten, entkrampfte der König die peinliche Situation dadurch, dass er das Strumpfband aufhob und – je nach Variante – ihr entweder zurückgab oder sich selbst an das eigene Bein band. Dabei soll er laut ausgerufen haben: „Honi soit qui mal y pense“, das Motto des zukünftigen Ordens.
Nach einer anderen Erzählung soll sich der König nach dem Missgeschick der unglücklichen Countess schirmend mit ausgebreitetem Mantel vor sie gestellt haben, als sie das Hosenband wieder befestigte, während er, sich dem Hofstaate zuwendend, eben den bekannten Spruch: „Böses dem, der Böses denkt!“ getätigt haben soll.

## Ordensgliederung
Ordenssouverän ist der jeweils amtierende britische Monarch, seit 2022 ist dies König Charles III.
Der Orden hat nur eine Klasse, die des Ritters (Knight Companion bzw. Lady Companion). Mit der Aufnahme in den Orden ist für Untertanen des britischen Monarchen (d. h. Staatsbürger des Vereinigten Königreichs oder eines anderen Commonwealth Realm) die Verleihung einer Ritterwürde verbunden. Diese Ritter werden, sofern sie keinen ranghöheren Titel innehaben, mit den Prädikat „Sir“ bzw. „Lady“ angesprochen und sind berechtigt, den Namenszusatz (post-nominal) KG bzw. LG zu führen.
Mitglieder des Ordens sind der Monarch, der Prince of Wales, soweit der Titel vergeben ist, und maximal 24 weitere, lebende, vom Monarchen eingesetzte Knights and Ladies Companion, wobei aber Mitglieder des Königshauses (Royal Knights and Ladies Companion) und ehrenhalber aufgenommene ausländische Ordensmitglieder (Stranger Knights and Ladies Companion) nicht mitzählen. Royal Knights and Ladies Companion und Stranger Knights and Ladies Companion werden zusammen auch als Extra Knights and Ladies Companion bezeichnet. Die einzigen nichtchristlichen Mitglieder sind Altkaiser Akihito und Kaiser Naruhito von Japan. Weitere europäische Monarchen sind Mitglieder des Ordens, beispielsweise Margrethe II. von Dänemark und Carl Gustaf von Schweden. Ausländische Monarchen werden als Ehrenmitglieder (Stranger Knights and Ladies Companion) im Ordensregister verzeichnet. Der Hosenbandorden stellt eine Besonderheit unter den europäischen Ritterorden dar, denn nur ausländische Monarchen werden in den Orden aufgenommen und nicht wie in anderen europäischen Orden auch deren Thronfolger. Anlässlich ihres 80. Geburtstages ernannte Königin Elisabeth II. im April 2006 ihre Söhne Andrew, Duke of York, und Edward, Earl of Wessex, zu Rittern des Hosenbandordens. Am 5. Mai 2008 wurde Prinz William von seiner Großmutter Königin Elisabeth II. als 1000. Mitglied in den Hosenbandorden aufgenommen.
Kandidaten für den Orden sind Persönlichkeiten, die sich um das Königreich oder den Souverän verdient gemacht haben. Anders als bei den meisten von der britischen Krone vergebenen Ehrungen ist der König bei Ernennungen von Rittern des Hosenbandordens nicht an Vorschläge durch die Regierung gebunden, sondern kann hier frei nach eigenem Ermessen entscheiden, weshalb die Aufnahme in den Orden als persönliches Geschenk (personal gift) seitens des Königs verstanden wird.

### Frauen im Hosenbandorden
In den Hosenbandorden konnten – anders als bei den großen kontinentalen Ritterorden, dem Orden vom Goldenen Vlies (gegründet 1430), dem Michaelsorden (gegründet 1469) und dem Orden vom Heiligen Geist (gegründet 1578) – in den ersten eineinhalb Jahrhunderten seines Bestehens Frauen aufgenommen werden. König Eduard III. stellte dies klar, indem er zehn Jahre nach Ordensgründung seine Ehefrau Philippa von Hennegau aufnahm, wobei sie nicht den ritterlichen Titel eines „Knight Companion of the Garter“, sondern den einer „Lady of the Garter“ bekam. Im Jahr vor seinem Tod nahm er 1376 seine einzige noch lebende Tochter Isabella – neben seinen Söhnen Edward of Woodstock (1348), Lionel of Antwerp, John of Gaunt und Edmund of Langley (alle um 1361), der jüngste Thomas of Woodstock folgte 1380 – ebenfalls in den Orden auf.
Bis 1488 wurden 64 Frauen in den Orden aufgenommen, wobei der Schwerpunkt eindeutig in der Regierungszeit von Eduards Nachfolger Richard II. (König 1377–1399) bzw. der Regentschaft von dessen Vormund John of Gaunt liegt: allein 35 dieser 64 Aufnahmen entfallen auf diese Jahre, wobei auch festzustellen ist, dass in der gleichen Zeit „nur“ 33 Männer in den Orden aufgenommen wurden. Knapp vier Fünftel der Frauen, 27, wurden in nur vier Jahren aufgenommen, 1378, 1384, 1386 und 1399, während die Aufnahme der 33 Männer kontinuierlich über den gesamten Zeitraum verlief. Unter Richards Nachfolger Heinrich IV. kamen im Jahr 1408 noch einmal 9 Frauen dazu, danach versiegte der Zustrom: von 1420 bis 1488 waren es dann in 68 Jahren nur noch 17 Frauen, und mit dem Ende des Jahrhunderts wurde der Orden dann wieder zu einer reinen ritterlichen Männergesellschaft für den Monarchen – woran auch die Tatsache nichts änderte, dass England in den folgenden Jahrhunderten lange von Frauen (Maria I., Elisabeth I., Maria II., Anne und Victoria) regiert wurde, welche dem Orden vorstanden. Es wurde in diesem Zeitraum auch kein analoger Damenorden (wie beispielsweise der Sternkreuzorden analog zum Goldenen Vlies) gegründet. Erst mit der Aufnahme von Alexandra von Dänemark, der Ehefrau von Victorias Sohn und Nachfolger Eduard VII. im Jahr 1901, wurde dieser Zustand beendet.
Gleichwohl waren „Ladies of the Garter“ keine Vollmitglieder (Companions) des Ritterordens und genossen deshalb nicht dieselben Privilegien wie die „Knights Companion of the Garter“. Sie durften lediglich am Ordensleben und den Zeremonien des Ordens teilnehmen. Diese Praxis wurde erst 1987 beendet, als Königin Elisabeth II. mittels einer Statutenänderung die Gleichberechtigung aller Ordensmitglieder verfügte. Seither werden Frauen als „Ladies Companion of the Garter“ in den Orden aufgenommen.

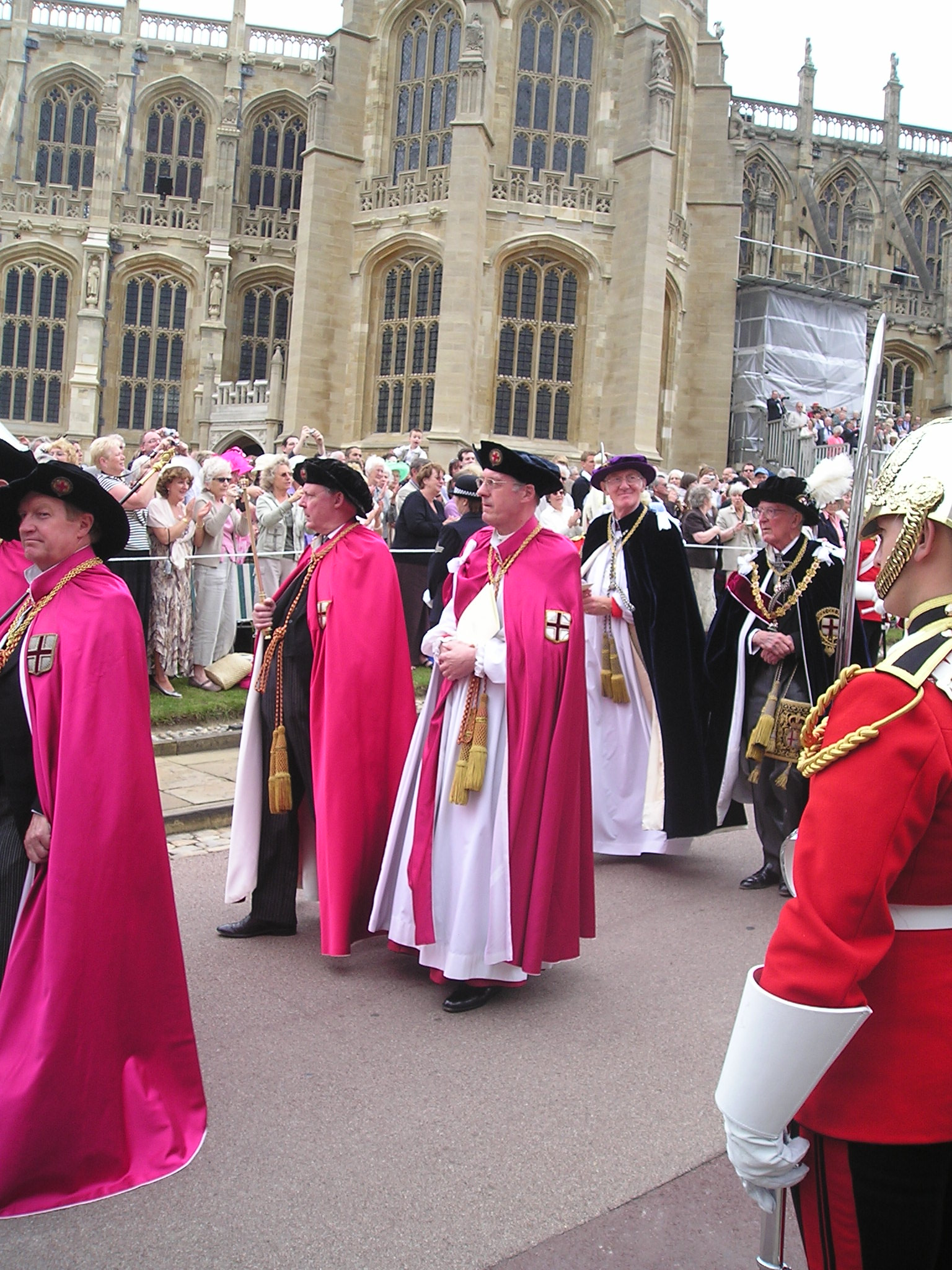
Die Amtsträger des Ordens (von links nach rechts): Sekretär (verdeckt), Gentleman Usher of the Black Rod, Herold, Registrar, Prälat, Kanzler

### Schutzpatron, Ordensämter
Schutzpatron des Ordens ist der Heilige Georg, der zugleich Nationalheiliger Englands ist.
Der Orden hat sechs Ämter: Prälat, Kanzler, Registrar, Herold, Ordensdiener (Usher) und Sekretär. Als Prälat fungiert stets der Bischof von Winchester, einer der höchsten Geistlichen der Church of England. Das Amt des Kanzlers wird jeweils von einem Mitglied des Ordens ausgeübt, zurzeit durch Eliza Manningham-Buller, Baroness Manningham-Buller. Registrar ist der Dekan von Windsor. Das Amt des Herolds (Garter Principal King of Arms) ist dem Vorsteher der obersten heraldischen Autorität in England, des College of Arms, übertragen. Einer der anderen Herolde des Colleges übt das Amt des Sekretärs aus. Als Ordensdiener fungiert der Usher of the Black Rod, in der Regel ein hochrangiger pensionierter Offizier, der den Souverän auch im House of Lords vertritt.

## Garter-Day-Versammlung
An einem Montag im Juni eines jeden Jahres, am sogenannten Garter Day, versammeln sich die Ordensmitglieder in Windsor Castle. Nach einem gemeinsamen Essen in der Waterloo Chamber bewegen sich alle in einer Art Prozession, angeführt vom Souverän, zum Gottesdienst in die St. George’s Chapel, in der jedes Mitglied seinen festen Platz hat. Bis zum Ersten Weltkrieg hingen in der Kapelle auch noch die Banner der deutschen Ritter des Ordens, die aber 1915 wegen der sich verbreitenden antideutschen Stimmung aus dem Ordensregister gestrichen wurden. Die Verleihung des Ordens gilt als so feierliche Handlung, dass Publikum oder Presse keinen Zugang haben.
Dieser Gottesdienst hat stets folgende Teile:
- Einführung
- Nationalhymne
- Einführung der neuen Ordensmitglieder durch den Ordenssouverän
- Vaterunser
- Segen über die Ordensmitglieder
- Te Deum laudamus
- Glaubensbekenntnis
- Lesung aus der Bibel
- Beatus vir
- Danksagung für die Ordensgründung
- großes Hosenbandgebet
- Hymne
- Abschluss-Segen

## Insignien
Die Insignien des Ordens bestehen aus einer Ordenskette (Collane) mit Ordensabzeichen (The George), einem Bruststern und bei Feierlichkeiten des Ordens zu einer speziellen Tracht (blaue Samtroben mit blauen Samthüten und weißer Feder, die jeweils mit dem aufgestickten Symbol des Ordens versehen sind) noch ein blaues Schnallenband mit dem Motto des Ordens, das von den Männern am linken Knie, von den Frauen (seit 1987 Vollmitglieder) am linken Oberarm getragen wird. Das Ordensabzeichen zeigt den heiligen Georg, der zu Pferde gegen einen Drachen kämpft. Der Bruststern zeigt das Georgskreuz, das vom blauen Schnallenband des Ordens umgeben ist. Wird die Collane nicht angelegt, wird ein kleineres Ordensabzeichen (The lesser George) an einer blauen Schärpe (Schulterband) über die linke Schulter und dazu ebenfalls der Bruststern getragen.
Jeder Ritter hat seinen eigenen Sitz im Chorgestühl der Kapelle. Über ihm hängen sein Wappen auf einer emaillierten Metallplatte, sein Banner und die Helmkleinodien seines Wappens. Die Insignien werden nach dem Ableben des Ritters an den Orden zurückgegeben, das Banner erhält die Familie, die Helmkleinodien das College of Arms, nur das Emailplättchen verbleibt am Platz.
Ordensmitglieder sind berechtigt, ihren Wappenschild mit dem blauen Schnallenband mit dem Motto des Ordens zu umgeben.

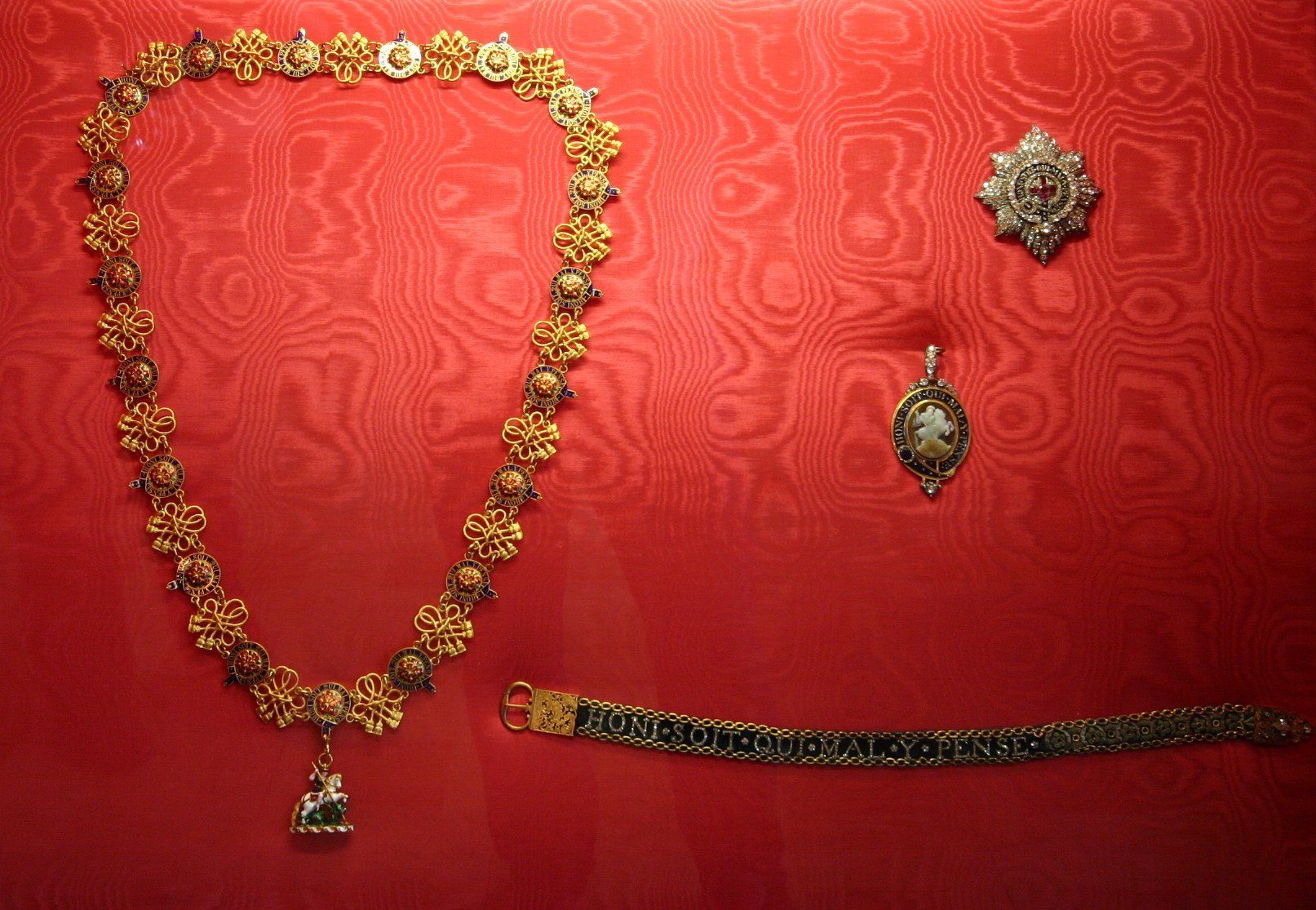
Collane, Bruststern, Abzeichen zum Schulterband und Schnallenband
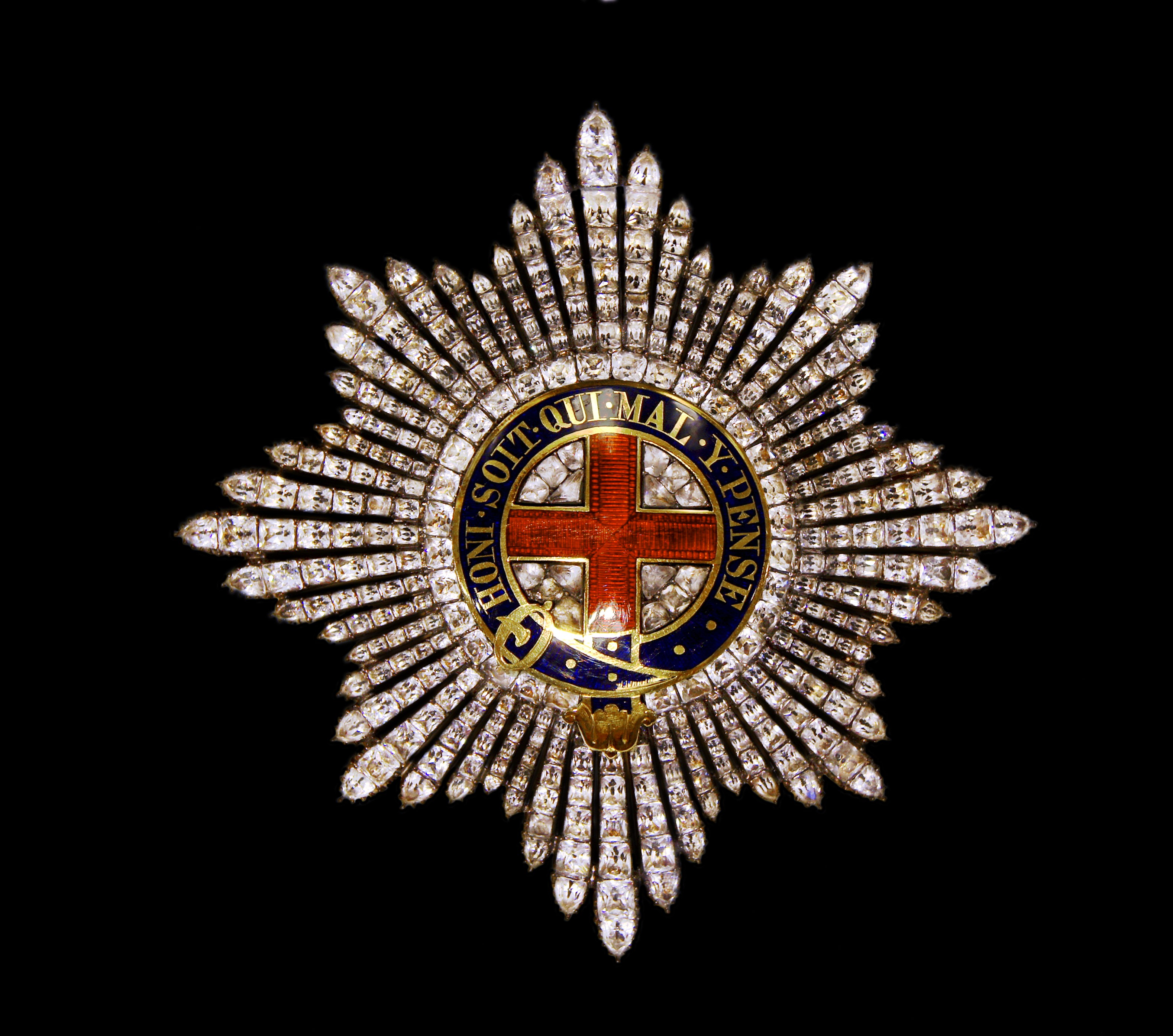
Bruststern
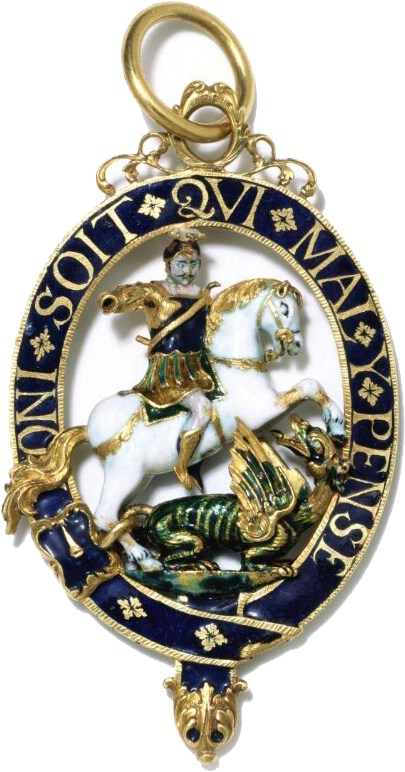
Abzeichen des Schulterbands Lesser George
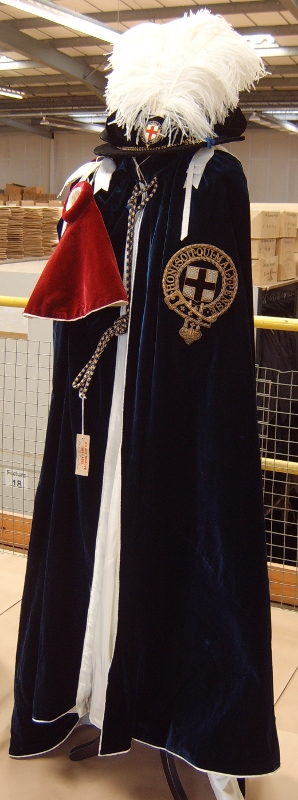
Mantel und Hut der Ordenstracht
Farbe des Bandes, hier als Bandschnalle
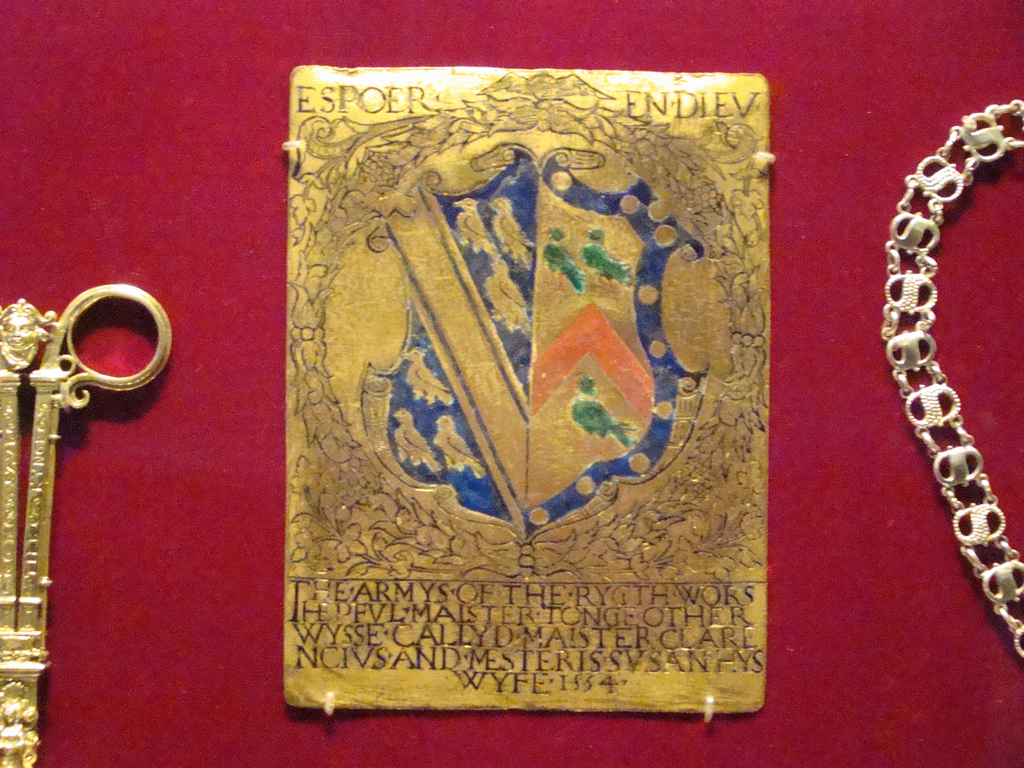
Emailplatte des Sir Thomas Tonge
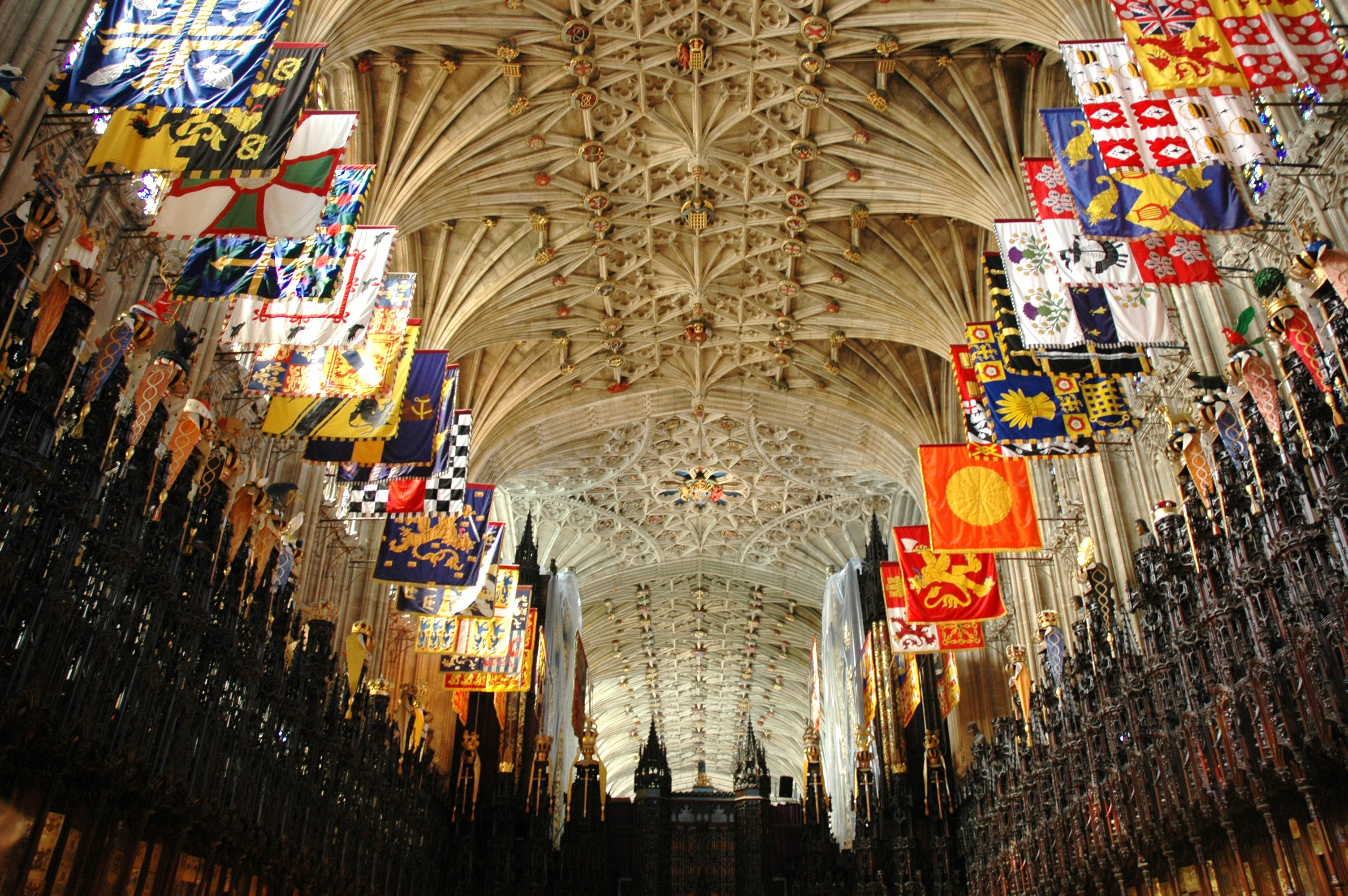
Blick in den Hochchor der St. George’s Chapel mit den Helmkleinodien über dem Sitz des Ritters
Schnallenband des Ordens als Wappenzusatz

## Mitglieder des Ordens

### Wappen der aktuellen Mitglieder des Hosenbandordens
| Mitglieder von Amts wegen                      | Mitglieder von Amts wegen                           | Mitglieder von Amts wegen                       | Mitglieder von Amts wegen                       | Mitglieder von Amts wegen                            |
| ---------------------------------------------- | --------------------------------------------------- | ----------------------------------------------- | ----------------------------------------------- | ---------------------------------------------------- |
|                                                |                                                     |                                                 |                                                 |                                                      |
| König Charles III.                             | William, Prince of Wales                            |                                                 |                                                 |                                                      |
| Knights & Ladies Companion                     |                                                     |                                                 |                                                 |                                                      |
|                                                |                                                     |                                                 |                                                 |                                                      |
| James Hamilton, 5. Duke of Abercorn            | Robin Butler, Baron Butler of Brockwell             | Sir John Major                                  | Richard Luce, Baron Luce                        | Nicholas Phillips, Baron Phillips of Worth Matravers |
|                                                |                                                     |                                                 |                                                 |                                                      |
| Jock Stirrup, Baron Stirrup                    | Eliza Manningham-Buller, Baroness Manningham-Buller | Mervyn King, Baron King of Lothbury             | Charles Kay-Shuttleworth, 5. Baron Shuttleworth | Lady Mary Fagan                                      |
|                                                |                                                     |                                                 |                                                 |                                                      |
| Alan Brooke, 3. Viscount Brookeborough         | Lady Mary Peters                                    | Robert Gascoyne-Cecil, 7. Marquess of Salisbury | Sir Anthony Blair                               | Valerie Amos, Baroness Amos                          |
|                                                |                                                     |                                                 |                                                 |                                                      |
| Catherine Ashton, Baroness Ashton of Upholland | Chris Patten, Baron Patten of Barnes                | Stuart Peach, Baron Peach                       | Ajay Kakkar, Baron Kakkar                       | Andrew Lloyd Webber, Baron Lloyd-Webber              |
| Royal Knights & Ladies Companion               |                                                     |                                                 |                                                 |                                                      |
|                                                |                                                     |                                                 |                                                 |                                                      |
| Edward, 2. Duke of Kent                        | Richard, 2. Duke of Gloucester                      | Andrew, Duke of York                            | Edward, Duke of Edinburgh                       | Anne, Princess Royal                                 |
|                                                |                                                     |                                                 |                                                 |                                                      |
| Alexandra, Lady Ogilvy                         | Queen Camilla                                       | Birgitte, Duchess of Gloucester                 |                                                 |                                                      |
| Stranger Knights & Ladies Companion            |                                                     |                                                 |                                                 |                                                      |
|                                                |                                                     |                                                 |                                                 |                                                      |
| Margrethe II., ehemalige Königin von Dänemark  | Carl XVI. Gustaf, König von Schweden                | Juan Carlos I., ehemaliger König von Spanien    | Beatrix, Prinzessin der Niederlande             | Akihito, Altkaiser von Japan                         |
|                                                |                                                     |                                                 |                                                 |                                                      |
| Harald V., König von Norwegen                  | Felipe VI., König von Spanien                       | Willem-Alexander, König der Niederlande         | Naruhito, Kaiser von Japan                      |                                                      |
| Sonstige Wappen                                |                                                     |                                                 |                                                 |                                                      |
|                                                |                                                     |                                                 |                                                 |                                                      |
| Der Hosenbandorden                             | Der Hosenbandorden Königswappenversion              |                                                 |                                                 |                                                      |